# SAME Samecar Elefante
Le SAME Samecar Elefante est un camion lourd un peu particulier.
Conçu par le constructeur italien SAME, spécialiste mondial des tracteurs agricoles avec moteurs diesel refroidis par air, il fait suite à un véhicule tout aussi surprenant, le SAME Samecar, mi tracteur agricole, mi véhicule utilitaire.
Ce camion lourd est équipé d'un moteur diesel SAME SI/1158/V, huit cylindres en V de 9,960 cm3 de cylindrée refroidi par air, avec un alésage de 115 mm et une course de 120 mm, développant 180 Ch DIN à 2.300 tr/min. Ce véhicule original n'a été fabriqué que durant l'année 1965.
Il a été proposé en deux versions : 
- tracteur pour semi-remorques en 4x4, avec une cabine avancée climatisée,
- porteur 6x6 de chantier avec benne rocher, cabine avancée climatisée.

Ces véhicules n'ont pas connu le succès commercial que leur technologie avancée  et leur finition de haut niveau auraient mérité. Probablement à cause d'un moteur n'offrant pas la puissance attendue par les transporteurs italiens, habitués aux moteurs Fiat, OM ou Lancia qui disposaient de plus de 250 ch DIN pour leurs modèles concurrents.
Le SAME Samecar Elefante se distinguait par contre par sa capacité de rouler à des vitesses extrêmement basses, moins de 1 km/h pendant de longs trajets. Il fut surtout employé en tracteur de remorques transportant des objets très fragiles sur les ports.
Il dispose d'une boîte de vitesses comprenant 16 rapports avant et 8 arrière lui autorisant une vitesse minimale de 0,7 km/h et maximale de 70,0 km/h.
Ses dimensions sont assez réduites : longueur : 5,180 mm, largeur : 2,400 mm, hauteur : 2,530 mm, empattement : 3,050 mm. Son poids à vide est de 6,000 kg et sa capacité de tractage est de 32 tonnes.